# ABCD問題
ABCD問題（ABCDもんだい）とは、1982年に日本の新左翼の日本革命的共産主義者同盟（第四インターナショナル日本支部）メンバー4人（A、B、C、D）が告発された強姦事件およびその後の組織的経過の総称である。当事者間では「組織内女性差別問題」とも呼ばれている。

## 概要

### 事件発生
1982年8月、三里塚闘争のため「三里塚闘争に連帯する会」などが千葉県山武郡芝山町香山新田に設けた団結小屋「労農合宿所」（現・横堀農業研修センター）で、第四インターから派遣されていた常駐者の男性活動家が女性利用者を強姦しようとする事件が発生した。被害者は直ちに第四インター指導部に告発した。当初、指導部は男性活動家の個人的不祥事という認識でこの問題を捉え、男性活動家に自己批判書を書かせて事態の収束を図ろうとした。しかしこの自己批判書は、組織に「泥を塗った」ことに対する謝罪のみが書き連ねており、肝心の被害者に対する謝罪がなかったことから、被害者からは「女を切り捨てた形で闘っていきたいのなら勝手にやればいいと思う。ただ、その場合には、もう『人間の解放』などとは言わないでほしい」と決別を宣告された。
他の女性活動家からも「この男性活動家の他にも強姦をした者がいる」という告発が相次ぎ、最終的に強姦および強姦未遂を告発された男性活動家4人を除名することになった。「ABCD」とは、除名された男性活動家4人のことである。

### 声明文の発表
1983年9月 声明文『三里塚現闘団員四名の除名とわれわれの自己批判』は、被害者および「すべての女性」に謝罪し自己批判すると同時に、加害者の男性活動家の自己批判の上での運動への復帰を求める内容であった。

### 第四インターのその後
多くの女性活動家は、この事件をきっかけにジェンダーの問題について、第四インター指導部が真剣に取り組むことを望んでいた。第四インターは「女性の望まない性的行為はすべて強姦である」と規定したが、中核派からの襲撃を受けたことなどで、この議論は事実上の棚上げ状態となった。一方で、同時期に労働運動などをめぐる路線について、深刻な組織内対立が発生し、第四インターの組織は分裂する。女性差別問題よりも路線論争に熱中する男性活動家たちに対し、女性活動家は組織に絶望し、相次いで離脱した。
1987年、女性メンバーによる組織内団体「第四インター・女性解放グループ」が結成される。この対応をめぐって組織はさらに紛糾し、「女性解放グループ」を認めなかった「労働者の旗」グループ（のちの第4インターナショナル日本支部再建準備グループ - MELT）は、日本支部から離脱する（「労働者の旗」グループにも女性メンバーは参加している）。
1991年、第四インターナショナル統一書記局は、日本支部の現状は「第四インターナショナルの支部」たる資格を欠如しているとし、日本支部の資格を剥奪した。支部の資格を剥奪された旧日本支部は日本革命的共産主義者同盟（JRCL）と改名した。
1996年、JRCLは女性差別問題について、あらためて「自己批判と総括」を発表した（下記リンク参照）。
2020年、機関紙『かけはし』（旧世界革命）は2020年12月7日号でJRCLとNCIW連名による共同コミュニケ「第四インターナショナル日本支部としての活動再開にあたって」(2020年11月26日)を掲載し、団体の第四インターナショナル日本支部への復帰を表明した。

## ABCD問題関連文書
- 三里塚現闘団員四名の除名とわれわれの自己批判 (日本革命的共産主義者同盟（第四インターナショナル日本支部）中央委員会) 1983年9月19日 - ウェイバックマシン（2013年3月12日アーカイブ分）
- わたしたちの再出発にあたって－何よりもまず女たちのものである革命をたぐりよせるために（第四インター・女性解放グループ) 1987年9月21日 - ウェイバックマシン（2013年4月15日アーカイブ分）
- 「第四インター・女性解放グループ」の発足について(日本革命的共産主義者同盟（第四インターナショナル日本支部）中央委員会)1987年9月 - ウェイバックマシン（2016年3月4日アーカイブ分）
- 組織内女性差別問題の総括（その1） 三中委決定と組織内女性差別問題（夏井萌）『労働者の旗』創刊準備2号 1988年6月10日
- 組織内女性差別問題についての同盟の経過と問題点について(日本革命的共産主義者同盟（JRCL）)第17回全国大会文書 1997年1月1日
- 「新左翼と女性差別」かねこさち論文を読む(遠山裕樹)『青年戦線』1999年10月25日・No.153